# Courdemanges

Courdemanges este o comună în departamentul Marne, Franța. În 2009 avea o populație de 413 de locuitori.